# Euthelepus malayensis
Euthelepus malayensis är en ringmaskart som beskrevs av Maurice Caullery 1944. Euthelepus malayensis ingår i släktet Euthelepus och familjen Terebellidae. Inga underarter finns listade i Catalogue of Life.